# Daubeuf-la-Campagne
Daubeuf-la-Campagne es una comuna francesa situada en el departamento de Eure, en la región Normandía.

## Demografía
| 425 | 408 | 450 | 452 | 427 | 432 | 398 | 401 | 363 | 359 | 353 | 345 | 345 | 308 | 276 | 272 | 245 | 253 | 234 | 215 | 180 | 171 | 185 | 187 | 199 | 212 | 201 | 225 | 212 | 213 | 180 | 199 | 202 | 232 | 234 |
| Para los censos de 1962 a 1999 la población legal corresponde a la población sin duplicidades (Fuente: INSEE [Consultar]) |     |     |     |     |     |     |     |     |     |     |     |     |     |     |     |     |     |     |     |     |     |     |     |     |     |     |     |     |     |     |     |     |     |     |